# Danh sách tòa nhà bị ảnh hưởng trong Sự kiện 11 tháng 9

Tháp Bắc của Trung tâm Thương mại Thế giới sụp đổ.

Sự sụp đổ của Trung tâm Thuơng mại Thế giới và thiệt hại do Chuyến bay 77 đâm vào Lầu Năm Góc đã khiến cho 10 tòa nhà bị hư hại nặng hoặc bị sụp đổ một phần và 10 tòa nhà khác bị phá hủy, trong đó có 2 tòa nhà bị phá hủy do hư hại nặng. Một số tòa nhà khác bị hư hại ở nhiều mức độ khác nhau, bao gồm mọi tòa nhà của Trung tâm Tài chính Thế giới và hầu hết các tòa nhà trên Phố Vesey.

## Danh sách các tòa nhà

### New York

#### Trung tâm Thuơng mại Thế giới (WTC)
| Tên                                            | Năm hoàn thành | Tình trạng | Nguyên nhân ảnh hưởng                                                                                          | Hình ảnh  | Tử vong                                 | Ghi chú | Tham khảo |
| ---------------------------------------------- | -------------- | ---------- | --- | --------- | --------------------------------------- | --- | --------- |
| Trung tâm Thương mại thế giới số Một           | 1972           | Bị phá hủy | Sụp đổ sau khi bị Chuyến bay 11 của American Airlines đâm phải.                                                |           | 1.400-1.600                             | Cấu trúc bị hư hại, hỏa hoạn do nhiên liệu phản lực làm yếu các dầm thép của tòa tháp, cuối cùng gây ra sự sụp đổ dần dần.       | [ 2 ]     |
| Trung tâm Thương mại Thế giới số Hai           | 1973           | Bị phá hủy | Sụp đổ sau khi bị Chuyến bay 175 của United Airlines đâm phải.                                                 | 630-1.000 |                                         | Cấu trúc bị hư hại, hỏa hoạn do nhiên liệu phản lực làm yếu các dầm thép của tòa tháp, cuối cùng gây ra sự sụp đổ dần dần.       |           |
| Trung tâm Thương mại Thế giới số Bốn           | 1975           | Bị phá hủy | Bị hư hại nặng nề do các mảnh vỡ từ vụ sụp đổ của Trung tâm Thương mại Thế giới số Hai.                        |           | 2                                       | Không sụp đổ, nhưng được tuyên bố là đã bị phá hủy.                                                                              | [ 3 ]     |
| Trung tâm Thương mại Thế giới số Năm           | 1972           | Bị phá hủy | Bị hư hại nặng nề do các mảnh vỡ từ vụ sụp đổ của Trung tâm Thương mại Thế giới Một và Hai.                    |           | 0                                       | Không sụp đổ, nhưng được tuyên bố là đã bị phá hủy.                                                                              | [ 4 ]     |
| Trung tâm Thương mại Thế giới số Sáu           | 1974           | Bị phá hủy | Bị hư hại nặng nề do các mảnh vỡ từ vụ sụp đổ của Trung tâm Thương mại Thế giới số Một.                        |           | Không rõ                                | Không sụp đổ, nhưng được tuyên bố là đã bị phá hủy.                                                                              | [ 5 ]     |
| Trung tâm Thương mại Thế giới số Bảy           | 1987           | Bị phá hủy | Sụp đổ sau khi bị tấn công và hư hại nặng nề do mảnh vỡ từ vụ sụp đổ của Trung tâm Thương mại Thế giới số Một. |           | 0                                       | Cháy trên hầu hết các tầng trong khoảng bảy giờ trước khi sụp đổ. Mặt phía Nam hoàn toàn chìm trong biển lửa vào lúc 11:00 sáng. | [ 6 ]     |
| Nhà ga Trung tâm Thương mại Thế giới Cortlandt | 1918           | Bị phá hủy | Thiệt hại nặng nề kéo dài do sự sụp đổ của Trung tâm Thương mại Thế giới Một và Hai.                           |           | 0                                       | | [ 7 ]     |
| Quảng trường Austin J. Tobin                   | 1966           | Bị phá hủy | Thiệt hại nặng nề kéo dài do sự sụp đổ của Trung tâm Thương mại Thế giới Một và Hai.                           |           | Không rõ, ước chừng khoàng 20-50 người. | |           |
| Trung tâm Thương mại Thế giới Marriott         | 1981           | Bị phá hủy | Thiệt hại nặng nề kéo dài do sự sụp đổ của Trung tâm Thương mại Thế giới Một và Hai.                           |           | >54                                     | Không sụp đổ, nhưng được tuyên bố là đã bị phá hủy.                                                                              | [ 9 ]     |

#### Các tòa nhà khác
| Tên                                          | Năm hoàn thành | Tình trạng | Nguyên nhân                                                                        | Hình ảnh | Tử vong | Tham khảo |
| -------------------------------------------- | -------------- | ---------- | ---------------------------------------------------------------------------------- | -------- | ------- | --------- |
| Tòa nhà Deutsche Bank                        | 1973           | Đã phá hủy | Bị hư hại nặng nề do đống đổ nát từ sự sụp đổ của Trung tâm Thương mại Thế giới 2. |          | 0?      | [ 10 ]    |
| Tòa nhà Barclay-Vesey                        | 1927           | Bị hư hại  | Bị hư hại trong vụ sụp đổ của Trung tâm Thương mại Thế giới số 7.                  |          | 0       |           |
| Winter Garden Atrium                         | 1988           | Bị hư hại  | Thiệt hại nặng nề kéo dài do sự sụp đổ của Trung tâm Thương mại Thế giới 1 và 2.   |          | 0       | [ 11 ]    |
| Nhà thờ Công giáo La Mã St. Peter            | 1840           | Bị hư hại  | Mái nhà bị va chạm và hư hỏng do bánh đáp máy bay rơi xuống.                       |          | 1       | [ 12 ]    |
| Nhà thờ Chính thống giáo Hy Lạp St. Nicholas | 1840           | Bị phá hủy | Bị phá hủy trong vụ sụp đổ của Trung tâm Thương mại Thế giới 1 và 2                |          | 0       | [ 13 ]    |
| One Liberty Plaza                            | 1973           | Bị hư hại  | Bị phá hủy trong vụ sụp đổ của Trung tâm Thương mại Thế giới 1 và 2                |          | 0       | [ 14 ]    |
| One North End Avenue                         | 1997           | Bị hư hại  | Bị phá hủy trong vụ sụp đổ của Trung tâm Thương mại Thế giới 1 và 2                |          | 0       | [ 1 ]     |
| Hội trường Fiterman                          | 1959           | Bị phá hủy | Thiệt hại nặng nề kéo dài do sự sụp đổ của Trung tâm Thương mại Thế giới số 7      |          | 0       | [ 15 ]    |
| Cầu dành cho người đi bộ Phố West            | 1992           | Bị phá hủy | Thiệt hại nặng nề kéo dài do sự sụp đổ của Trung tâm Thương mại Thế giới 1 và 2    |          | 0       | [ 16 ]    |
| 250 Phố Vesey                                | 1986           | Bị hư hại  | Thiệt hại nặng nề kéo dài do sự sụp đổ của Trung tâm Thương mại Thế giới 1 và 2    |          | 0       | [ 1 ]     |
| 225 Đường Liberty                            | 1987           | Bị hư hại  | Thiệt hại nặng nề kéo dài do sự sụp đổ của Trung tâm Thương mại Thế giới 1 và 2    | 0        |         | [ 1 ]     |
| 200 Phố Vesey                                | 1985           | Bị hư hại  | Thiệt hại nặng nề kéo dài do sự sụp đổ của Trung tâm Thương mại Thế giới 1 và 2    | 0        |         | [ 1 ]     |
| 200 Phố Liberty                              | 1986           | Bị hư hại  | Thiệt hại nặng nề kéo dài do sự sụp đổ của Trung tâm Thương mại Thế giới 1 và 2    | 0        |         | [ 1 ]     |
| 130 Phố Cedar                                | 1931           | Bị hư hại  | Thiệt hại nặng nề kéo dài do sự sụp đổ của Trung tâm Thương mại Thế giới 1 và 2    |          | 0       |           |
| 90 Phố West                                  | 1907           | Bị hư hại  | Thiệt hại nặng nề kéo dài do sự sụp đổ của Trung tâm Thương mại Thế giới 1 và 2    |          | 2       | [ 17 ]    |
| 90 Phố Church                                | 1934           | Bị hư hại  | Bị hư hại và bốc cháy do sự sụp đổ của Trung tâm Thương mại Thế giới số 1 và số 7. |          | 2       |           |

### Virginia
| Tên         | Năm hoàn thành | Tình trạng | Nguyên nhân                                                                                     | Hình ảnh | Tử vong | Tham khảo |
| ----------- | -------------- | ---------- | ----------------------------------------------------------------------------------------------- | -------- | ------- | --------- |
| Lầu Năm Góc | 1943           | Bị hư hại  | Bị hư hại sau khi bị Chuyến bay 77 của American Airlines đâm phải, phía tây bị sụp đổ một phần. |          | 184     | [ 18 ]    |